# 奥村正彦
奥村 正彦（おくむら まさひこ、1942年1月20日 - 2021年7月31日）は、日本の演出家、映画監督。日本映画監督協会会員。

## 経歴
福井県勝山市出身。実家は美容院。福井県立勝山高等学校卒、1965年、日本大学芸術学部映画学科卒業後、東京映画に入社。豊田四郎、佐伯幸三、小林正樹、増村保造らに師事。助監督を経て、1982年、花王 愛の劇場『トラック母ちゃん』で監督デビューする。
その後、東京映画を退社し、フリーランスの監督として現在まで多数のTVドラマを手がける。1999年には、初の劇場映画作品『虹の岬』を発表した。

## 主な作品
テレビドラマ
- 忘却の愛（1985年、TBS系）
- 名古屋嫁入り物語（1989年 - 1998年、東海テレビ制作フジテレビ系）
- 父子鷹（1994年、日本テレビ系）
- 竜馬がゆく（2004年、テレビ東京系新春ワイド時代劇）
- 東海テレビ制作昼の帯ドラマ
  - ラスト・フレンド（1993年）
  - 幸福の予感（1996年）
  - 氷炎 死んでもいい（1998年）
  - 砂の城（1998年）
  - いのちの器（1998年）
  - 風の行方（1999年）
  - 女優・杏子（2001年）
  - 幸せ咲いた〜結婚相談所物語〜（2003年）
  - 危険な関係（2004年）
  - 緋の十字架（2005年）
  - 美しい罠（2006年）
  - 金色の翼（2007年）
  - 白と黒（2008年）
  - 夏の秘密（2009年）

映画
- 虹の岬（1999年）